# 東京マスメディア会議
東京マスメディア会議（とうきょうマスメディアかいぎ）は、フジテレビの単発バラエティ番組。

## 概要
「マスメディア」と銘打ってはいるが主に「編集方針がブレない（マイナー・マニアックな）」専門誌を対象とし、各雑誌の関係者をスタジオに招いて、ディープでマニアックな記事・企画の内容や、記者・編集者の人となり、エピソード等を紹介する番組。第1回が好評だったため、その後も年始や改編期に不定期に放送された。

## 放送日時
- 第1回：2007年7月15日（日）24:55-25:45 - 『ニューカマーズ』枠
- 第2回：2008年1月3日（木）24:35-25:35
- 第3回：2008年10月13日（月）25:40-26:40 - 『ニューカマーズ』枠
- 第4回：2009年4月2日（木）24:35-25:35
- 第5回：2009年10月1日（木）25:05-26:05

## 司会
- 今田耕司
- ケンドーコバヤシ
- 中野美奈子（フジテレビアナウンサー）　※第1回～第4回
- 加藤綾子（フジテレビアナウンサー）　※第5回

## 紹介された専門誌
第1回
- 酒とつまみ
- 月刊川柳マガジン
- 格闘技通信
- 岳人
- つり丸
- 声優グランプリ
- 楽しい熱帯魚
- 小悪魔ageha
- 仏事ガイド

第2回
- 野宿野郎
- 月刊川柳マガジン
- きのこ
- トラッカーマガジン・カミオン
- ワンダーJAPAN
- GALS PARADISE!!!
- THE BODY
- 酒とつまみ
- 格闘技通信

第3回
- 野宿野郎
- きのこ（休刊中）
- バハマ
- 月刊 ムー
- 別冊太陽「春画」
- 月刊川柳マガジン
- アイアンマンマガジン
- クラブアフター
- ベストクラブ
- ボクシングマガジン

第4回
- 月刊 ムー
- きのこ（休刊中）
- 葬 sou
- ASA
- 岳人
- ムショメシ
- THE BODY

第5回
- 月刊 ムー
- ASA
- ぶっとびマンガ大作戦
- きのこる。
- 楽しい昆虫料理
- パハヤチニカ
- トキメキ混浴温泉
- ナマステポリウッド

## エピソード
- 普通は事前収録する様な内容をケンドーコバヤシがその場で手作業でモニターに見せたり、そもそもエピソードの画が無く口頭だけの紹介だったりと、「マイナーでディープな」内容にふさわしい微妙な演出手法を取っている。
- 今田耕司と『たけしの誰でもピカソ』で共演していたビートたけしは、第1回放送の「酒とつまみ」の話に笑い転げたとの事。
- 第1、2回放送に連続出演した「格闘技通信」は、朝岡秀樹が編集長を退任（ベースボールマガジン社の出版部部次長に就任）し、安西伸一記者はボクシングマガジンの記者として活動しているため、第3回放送は「ボクシングマガジン」名義での主演となった。実質的に3回連続出演となる。
- 第2回放送から連続出演している「きのこ」の堀（元）副編集長は、第3回放送時に雑誌が休刊になったことを発表。また、引き続き休刊中にもかかわらず第4回放送にも出演し、この番組が縁で「ムー」「格闘技通信」から原稿を依頼されたことを話した。さらに第5回放送では、堀副編集長が新たに立ち上げた雑誌「きのこる。」の編集長として4回連続の出演を果たした。

## スタッフ
第5回～
- 演出：佐藤正樹
- プロデューサー：柳岡克則
- チーフプロデューサー：佐々木将
- 制作：フジテレビバラエティ制作センター

### 過去のスタッフ
第1～4回まで
- プロデューサー：双川正文
- 演出：ジュ・ビジン
- ディレクター：永田修一
- 企画：坪田譲治